# Cuzcosmaragd
Cuzcosmaragd (Elliotomyia viridicauda) är en fågel i familjen kolibrier.

## Utseende
Cuzcosmaragden är en medelstor kolibri med grön ovansida, vit undersida och varierande rosa på undre näbbhalvan. Den skiljs från mycket lika arten vitbukig smaragd genom helmörk undersida på stjärten (vitbukig smaragd har inslag av vitt) och ibland mörkare undre näbbhalva.

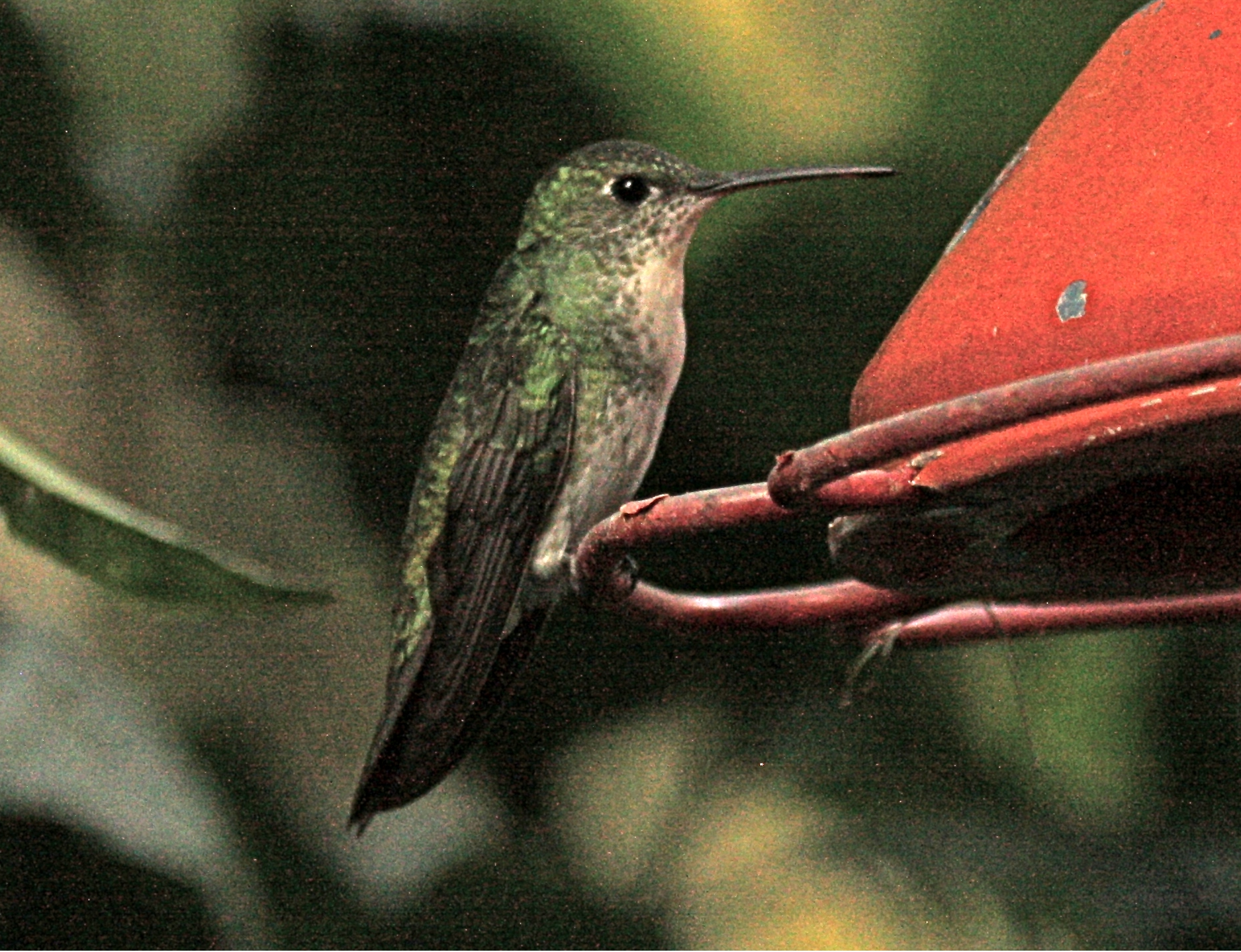

## Utbredning och systematik
Fågeln förekommer enbart på Andernas östra sluttningar i Peru (södra Huánuco till södra Puno). Den behandlas som monotypisk, det vill säga att den inte delas in i några underarter.

### Släktestillhörighet
Arten placeras traditionellt i släktet Amazilia, men genetiska studier visar att arterna i släktet inte står varandra närmast. Den har därför flyttats till det nyligen beskrivna släktet Elliotomyia tillsammans med närbesläktade arten vitbukig smaragd. BirdLife International och IUCN har dock valt att i stället expandera släktet Amazilia till att även omfatta Elliotomyia.

## Levnadssätt
Cuzcosmaragden hittas i bergstrakter på medelhög höjd, i fuktiga skogar och kring skogsbryn. Jämfört med mycket lika arten vitbukig smaragd påträffas den i mer beskogade områden.

## Status och hot
Arten har ett stort utbredningsområde, men tros minska i antal, dock inte tillräckligt kraftigt för att den ska betraktas som hotad. Internationella naturvårdsunionen IUCN listar arten som livskraftig (LC).